# Щербатюк, Александр Фёдорович
Александр Федорович Щербатюк (род. 12 августа 1958, Артём, Приморский край) — советский и российский учёный, специалист по разработке и использованию подводных робототехнических комплексов для исследования океана. Организатор науки, член-корреспондент РАН (2006).

## Биография
Родился 12 августа 1958 года в г. Артёме Приморского края.
В 1981 году — окончил факультет радиотехники и кибернетики Московского физико-технического института.
С 1979 по 1988 годы — работал в Институте автоматики и процессов управления ДВО РАН.
С 1988 и по настоящее время — работает в Институте проблем морских технологий ДВО РАН.
В 1994 году — защитил докторскую диссертацию.
В 2006 году — избран членом-корреспондентом РАН.

### Уголовное дело
В ноябре 2020 года в отношении А. Ф. Щербатюка было возбуждено уголовное дело по ч. 1 ст. 285 УК РФ (злоупотребление должностными полномочиями). Согласно информации Следственного комитета РФ по Приморскому краю, по версии следствия, в 2016—2018 годах при выполнении контрактных работ в ИПМТ ДВО РАН его действия привели к недополучению институтом дохода в размере 7,5 млн рублей.
На время следствия был отстранён от руководства институтом, в ноябре 2020 года заключён под стражу, в мае 2021 выпущен под подписку о невыезде
В октябре 2023 года Советский районный суд Владивостока признал А. Ф. Щербатюка виновным в злоупотреблении должностными полномочиями (ч. 1 ст. 285 УК РФ) и приговорил к 2,5 годам лишения свободы условно, ему на такой же срок запрещено занимать руководящие должности.

## Научная деятельность
Специалист по разработке и использованию подводных робототехнических комплексов для исследования океана.
В ходе научных работ были получены следующие результаты:
- разработаны комплексированные навигационные системы для автономных подводных роботов (АПР);
- разработана одномаяковая гидроакустическая навигационная система с синтезированной длинной базой;
- разработан новый подход в теории корреляционно-экстремальных навигационных систем, использующий в качестве информации данные о форме изолиний поля рельефа дна;
- разработана система ориентирования подводных роботов на местности на основе распознавания эталонных ориентиров с использованием гидролокационных и видеоизображений донной местности;
- разработана система автоматического выделения и отслеживания протяженных донных объектов, таких, как подводные кабели или трубопроводы;
- принял участие (под руководством академика М. Д. Агеева) в разработке подводных аппаратов нового класса — глубоководного АПР МТ и предназначенного для долговременной работы в море АПР САНПА (Солнечный АНПА), использующего солнечную энергию для подзарядки бортовых аккумуляторов.

Член научного совета по робототехнике и мехатронике РАН, член Oceanic Engineering Society /OES/ IEEE, член редколлегий журналов «Подводные исследования и робототехника» и «Дальневосточный математический журнал».
Заведующий кафедрой подводной робототехники Дальневосточного федерального университета.

### Монографии, учебники
- Автономные необитаемые подводные аппараты. /Под общей редакцией академика М. Д. Агеева. Владивосток: Дальнаука, 2000. 272 с.
- Автономные подводные роботы: системы и технологии. /Под общей редакцией академика М. Д. Агеева. Москва: Наука, 2005. 398 с.
- Дулепов В. И., Щербатюк А. Ф. Современные технические средства в подводных экологических исследованиях. Владивосток: Дальнаука, 2008. 164 с.